# Velešín
Velešín (německy Weleschin, Wellessing (1306)) je město v okrese Český Krumlov v Jihočeském kraji. Leží asi 8 km východně od Českého Krumlova na západním břehu vodní nádrže Římov. Žije zde přibližně 3 900 obyvatel.

## Místní části
- Velešín
- Bor
- Holkov
- Chodeč
- Skřidla

## Historie

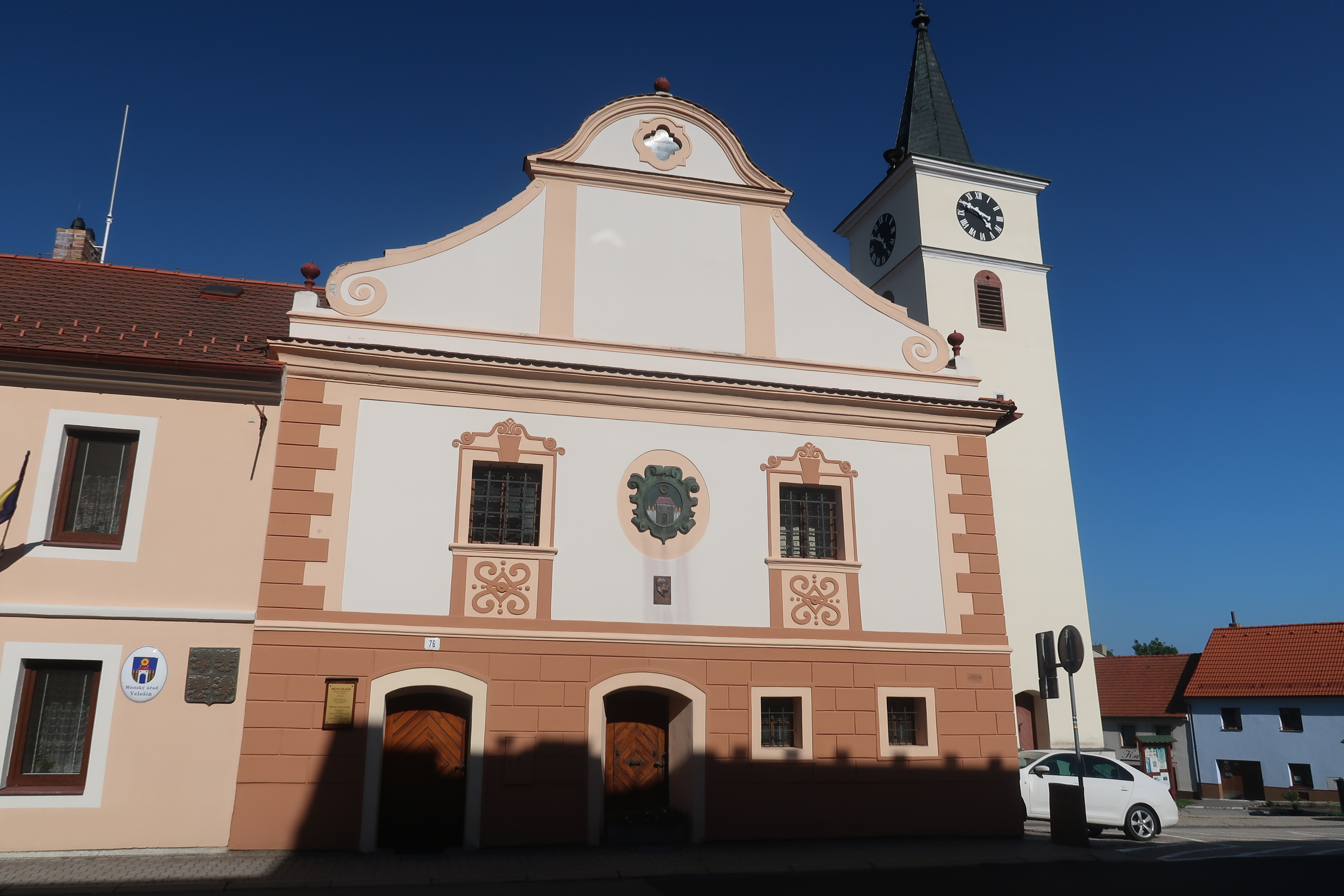
Radnice a věž bývalého kostela sv. Filipa a Jakuba

Osídlení v místě dnešního Velešína existovalo zřejmě ještě před založením hradu, jehož jméno bylo odvozeno od názvu dvora a jeho majitele Veleše. V souvislosti s výstavbou hradu se začala rozrůstat vesnice v místech dnešní ulice Latrán na levém břehu Malše. Vesnice spolu s hradem byla nejprve královským majetkem, výměnou se pak dostala do vlastnictví Čéče z Budějovic, později více než sto let patřila pánům z Michalovic (1283–1387) a poté Rožmberkům. Hrad posloužil Rožmberkům jako opěrný bod především za husitských válek, později zde trvale sídlila ovdovělá Perchta ze Šternberka, rozená z Kravař, koncem 15. století byl ale hrad opuštěn a postupně se stával zříceninou.
Vesnice Velešín mezitím prosperovala a zástavba se od břehů Malše rozšiřovala jihozápadním směrem k dnešnímu náměstí, další domy vznikaly podél staré obchodní cesty do Lince. Původně správa Velešína spadala do kompetence hradního purkrabího, po opuštění hradu došlo ke vzniku obecní samosprávy v čele s rychtářem. Na přelomu 15. a 16. století měl Velešín přibližně 400 obyvatel, kteří se věnovali převážně zemědělství, vzrůstal ale také počet řemeslníků a obchodníků. Kromě četných výsad od vrchnosti a vzniku několika cechů profitoval Velešín také svou polohou na obchodní cestě z Českých Budějovic do Lince.
Po vymření Rožmberků (1611) přešlo jejich dědictví na spřízněný rod Švamberků. Petrovi ze Švamberka (†1620) byl za účast na stavovském povstání jeho majetek zkonfiskován a získal jej císařský vojevůdce hrabě Karel Buquoy. Ještě předtím ale právě Buquoyovi vojáci Velešín vydrancovali na pochodu z Bavorska do Čech. V roce 1622 navíc městečko vyhořelo a obyvatelé se ve velkém stěhovali jinam, obnova trvala až do konce 17. století. Buquoyové připojili Velešín ke svému hlavnímu majetku v jižních Čechách Nové Hrady. Velešínští se nadále věnovali převážně zemědělství, prosperitu ale stále zajišťovala také cesta do Lince, z níž se v roce 1735 stala císařská silnice. Přes Velešín vedla poštovní doprava a vysoké zisky přinášel dovoz soli z Rakouska. Císařovna Marie Terezie potvrdila městečku v roce 1749 právo tří výročních trhů.

### Velešín v 19. století

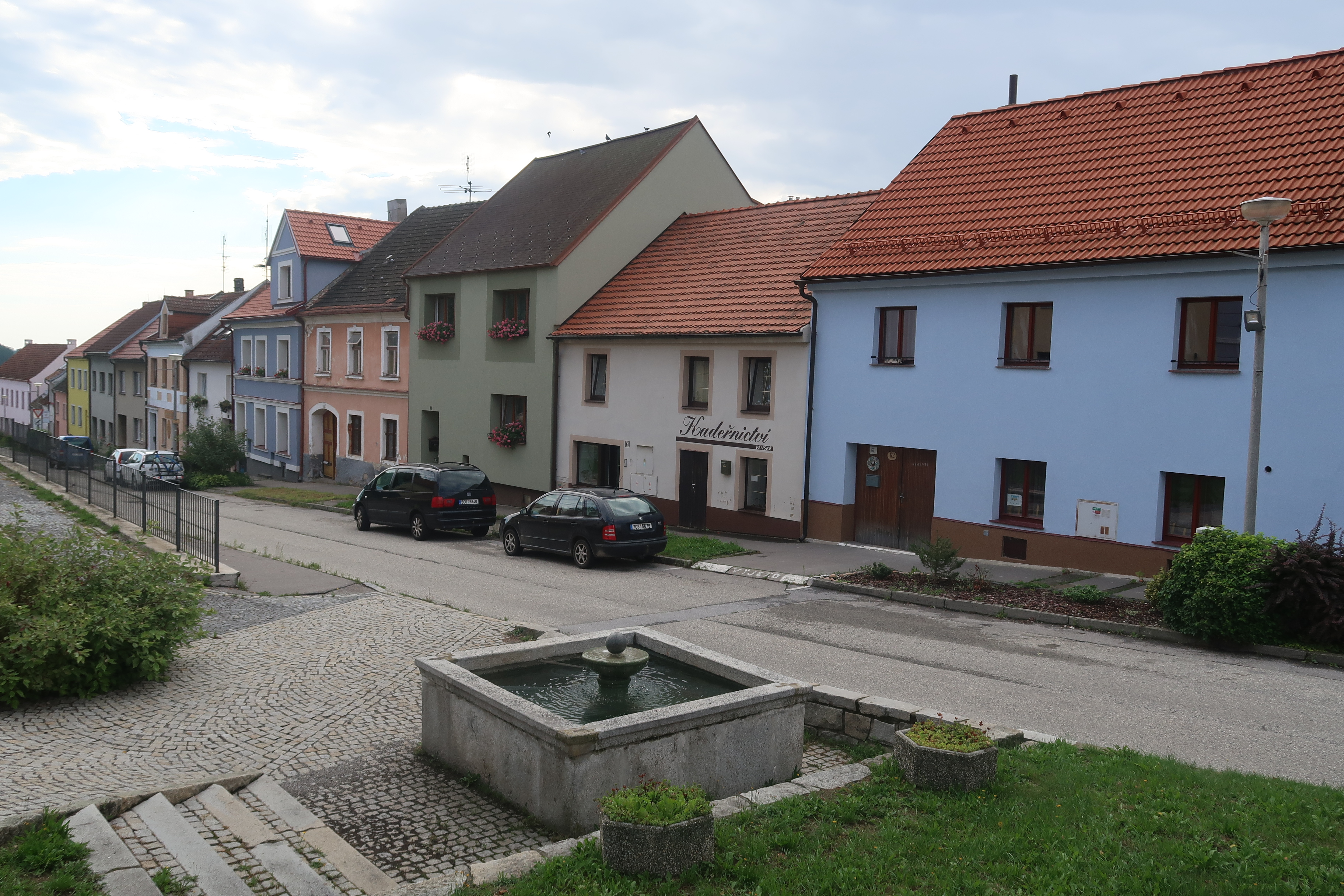
Jižní část Kamarýtova náměstí

Stavba koněspřežné dráhy z Budějovic do Lince přispěla k hospodářskému růstu, ale trať nakonec vedla velkým obloukem mimo Velešín, což vedlo k útlumu řady živností, především pohostinství. I po přechodu dráhy na parní pohon (1857) nicméně zůstával poměrně čilý ruch na staré císařské silnici. Po roce 1848 vznikaly ve Velešíně četné spolky a sdružení, v polovině 19. století mělo městečko bezmála 1000 obyvatel. Díky císařské silnici procházely Velešínem v době válek i míru různé armády, při příležitosti manévrů rakousko-uherského vojska v roce 1895 navštívil Velešín císař František Josef I. Koncem 19. století byl do městečka zaveden telefon (1885) a telegraf (1896), 

### Velešín ve 20. století
Během první světové války kromě všeobecné špatné hospodářské situace došlo ke krupobití (1916), které zničilo celou úrodu. Po zániku monarchie se stal významnou událostí průjezd vlaku, jímž se nově zvolený prezident T. G. Masaryk vracel do vlasti. Velešín byl první zastávkou, kde Masaryk vstoupil na půdu samostatného Československa.
Elektrifikace proběhla po četných problémech až v roce 1918 díky přestavbě bývalého hamru na elektrárnu.
Za první republiky začala ve Velešíně převažovat tovární výroba. Podnik Jevan (Jihočeská společnost elektrotechnická, výroba a nástrojářství, s.r.o.) založený v roce 1919 změnil několikrát název i majitele, ale s rostoucím počtem zaměstnanců se stal důležitou součástí celkového koloritu Velešína. V době vzniku v podniku pracovalo 46 dělníků, za druhé světové války, kdy přešel na zbrojní výrobu, zaměstnával přes tisíc lidí z Velešína a širokého okolí. Významnou osobností města tehdy byl ing. Antonín Železný (1903–1969), téměř stoprocentní akcionář továrny. Ve Velešíně mělo převahu české obyvatelstvo a po záboru Sudet se město muselo vyrovnat s přílivem českých uprchlíků z okolních měst (Český Krumlov, Kaplice). V době okupace bylo několik desítek obyvatel zatčeno a deportováno do koncentračních táborů. Jako první byl zatčen ředitel školy a aktivní člen Sokola Josef Růžička, který později zahynul v Osvětimi. Antonín Železný tehdy jako ředitel továrny Jikov finančně podporoval rodiny zatčených a dvakrát byl postaven před soud kvůli spolupráci s odbojem. Koncem druhé světové války na vytížené železniční trati projelo několik transportů smrti a řada vězňů z koncentračních táborů našla dočasné útočiště ve Velešíně. Na místním hřbitově je pochováno 11 obětí transportu smrti. Město bylo osvobozeno dne 9. května 1945 (příchod vojáků 26. pěší divize americké armády), a protože centrem Velešína procházela demarkační linie, do konce roku 1945 zde souběžně pobývala americká i sovětská vojenská posádka. Předsedou revolučního Národního výboru se stal Antonín Železný, který tehdy ze svých prostředků doplatil dluh váznoucí dosud na výstavbě městského vodovodu z let 1928–1930.
První poválečné volby v roce 1946 vyhrála těsnou většinou lidová strana, ale předsedou Národního výboru se stal komunista Jan Típal, který se vrátil z koncentračního tábora. Reformou státní správy byl Velešín v roce 1949 přičleněn k okresu Kaplice, od roku 1960 ale znovu patřil pod Český Krumlov. V rámci kolektivizace bylo v roce 1950 založeno JZD. Živnostníci a řemeslníci po nuceném ukončení soukromého podnikání přecházeli pracovat převážně do továrny Jikov, od roku 1953 pod názvem Jihostroj. Na růst počtu obyvatel navazovala výstavba panelových domů převážně od centra směrem na sever k železniční zastávce Velešín město zřízené již za druhé světové války pro dělníky továrny. Do chodu obce významně zasáhla výstavba přehrady Římov, která byla koncipována jako největší zásobárna pitné vody pro Jihočeský kraj. Z tohoto důvodu je k ní omezený přístup a Velešín tak přišel o pozici oblíbeného rekreačního střediska. Rozhodnutím jihočeského Krajského národního výboru byl Velešínu k 1. lednu 1985 odebrán statut městyse a stal se střediskovou obcí.
K 1. únoru 1996 byl Velešín povýšen na město.

## Doprava
- Železniční trať České Budějovice – Summerau se stanicí Velešín (pro svou polohu málo využívanou) a zastávkou Velešín město. Ta se do roku 2013 nazývala Velešín městys,[8] a to i po celé období, kdy status městyse právně neexistoval.
- Silnice I/3 (E55), centru se vyhýbá obchvatem.

## Pamětihodnosti
- Kostel sv. Václava
- Bývalý kostel sv. Filipa a Jakuba
- Radnice
- Zřícenina hradu Velešín
- Zřícenina hradu Kamenná věž

## Kultura
- Ve městě působí Chrámový sbor Velešín.[9]

## Turismus
V domě u Kantůrků (kulturní památka) jsou umístěny:
- stálá interaktivní expozice Rožmberská lazebna[10]
- Rouhův betlém

## Osobnosti
- Josef Vlastimil Kamarýt
- František Dobromil Kamarýt
- Bedřich Kamarýt
- Stanislav Kamarýt
- Hynek Zátka
- František Králíček, později známý jako polský generál Franciszek Krajowski (1861–1932)
- Jan František Zítek (1868–1913)

## Galerie

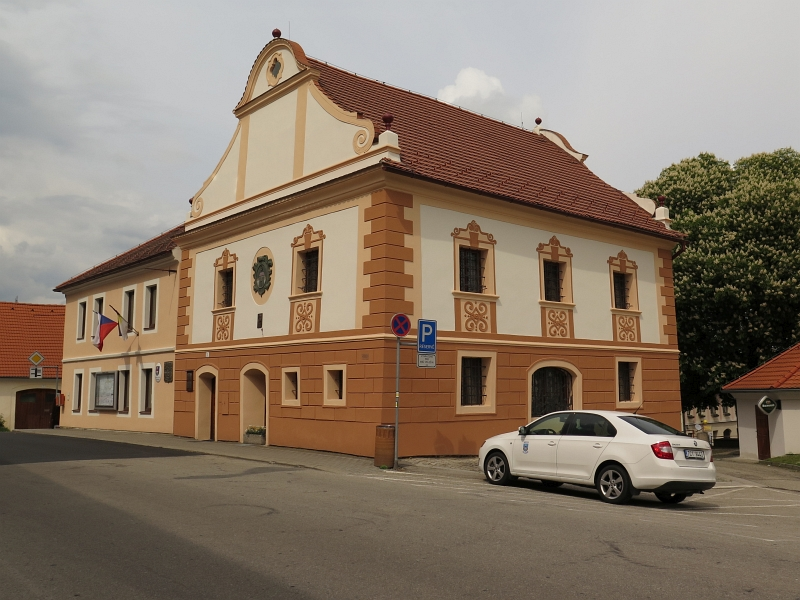
Radnice
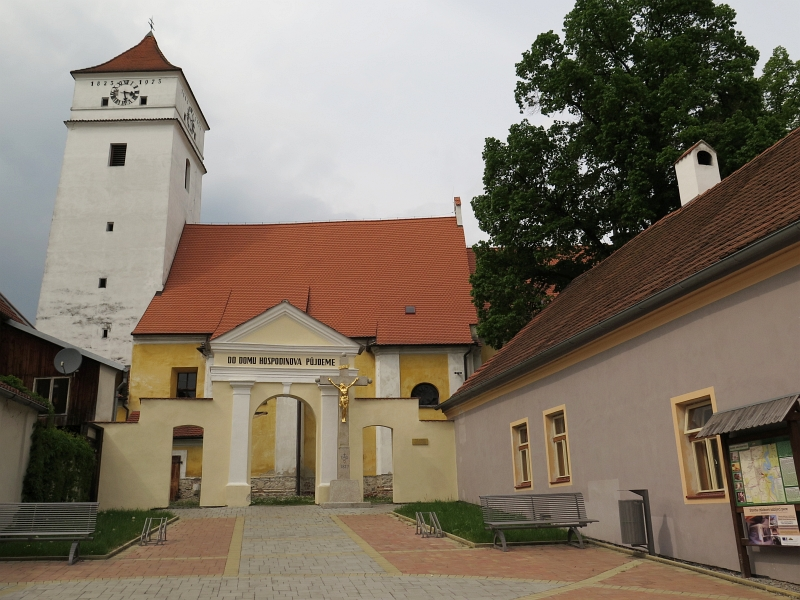
Kostel sv. Václava
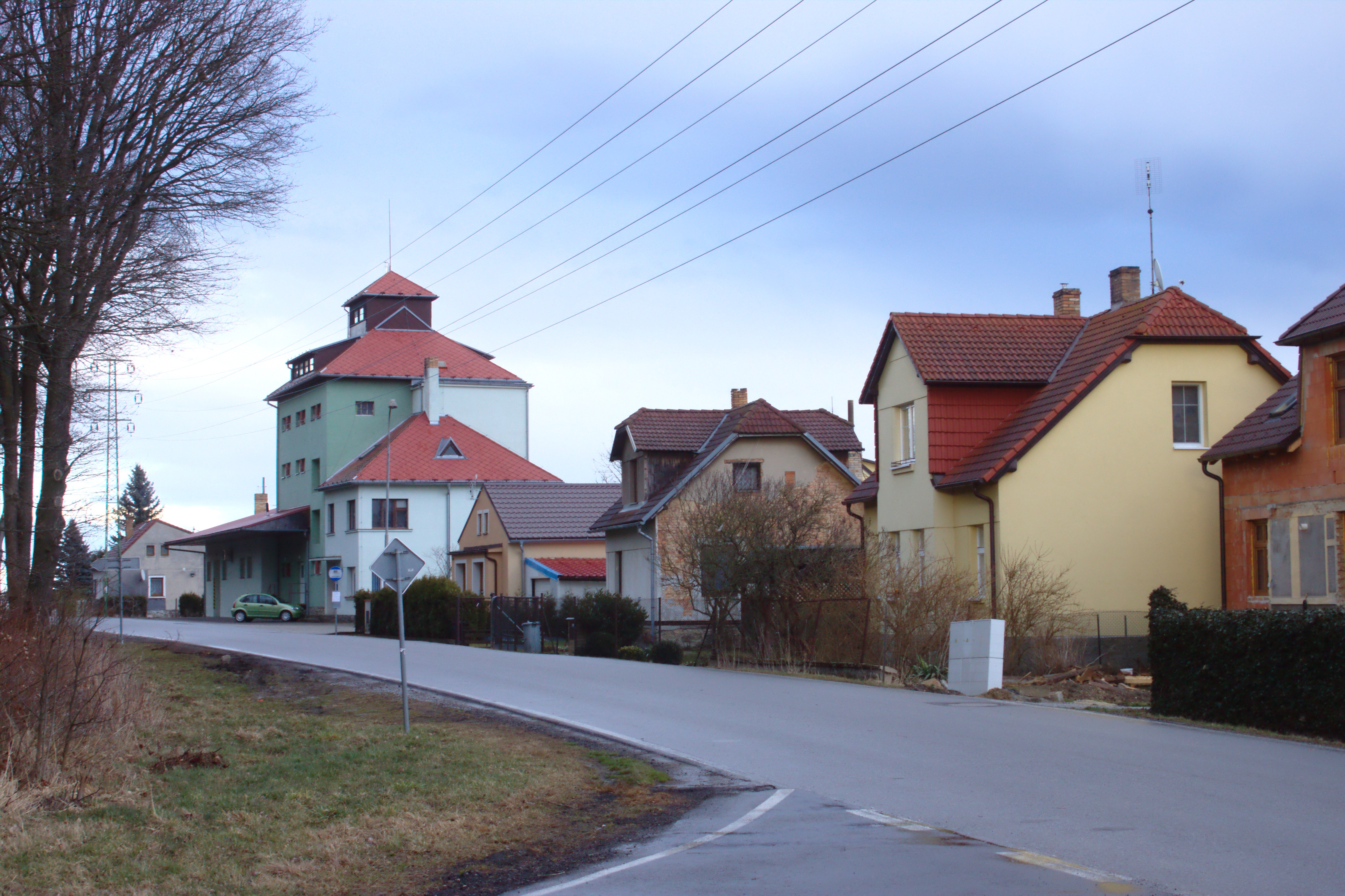
Nádraží
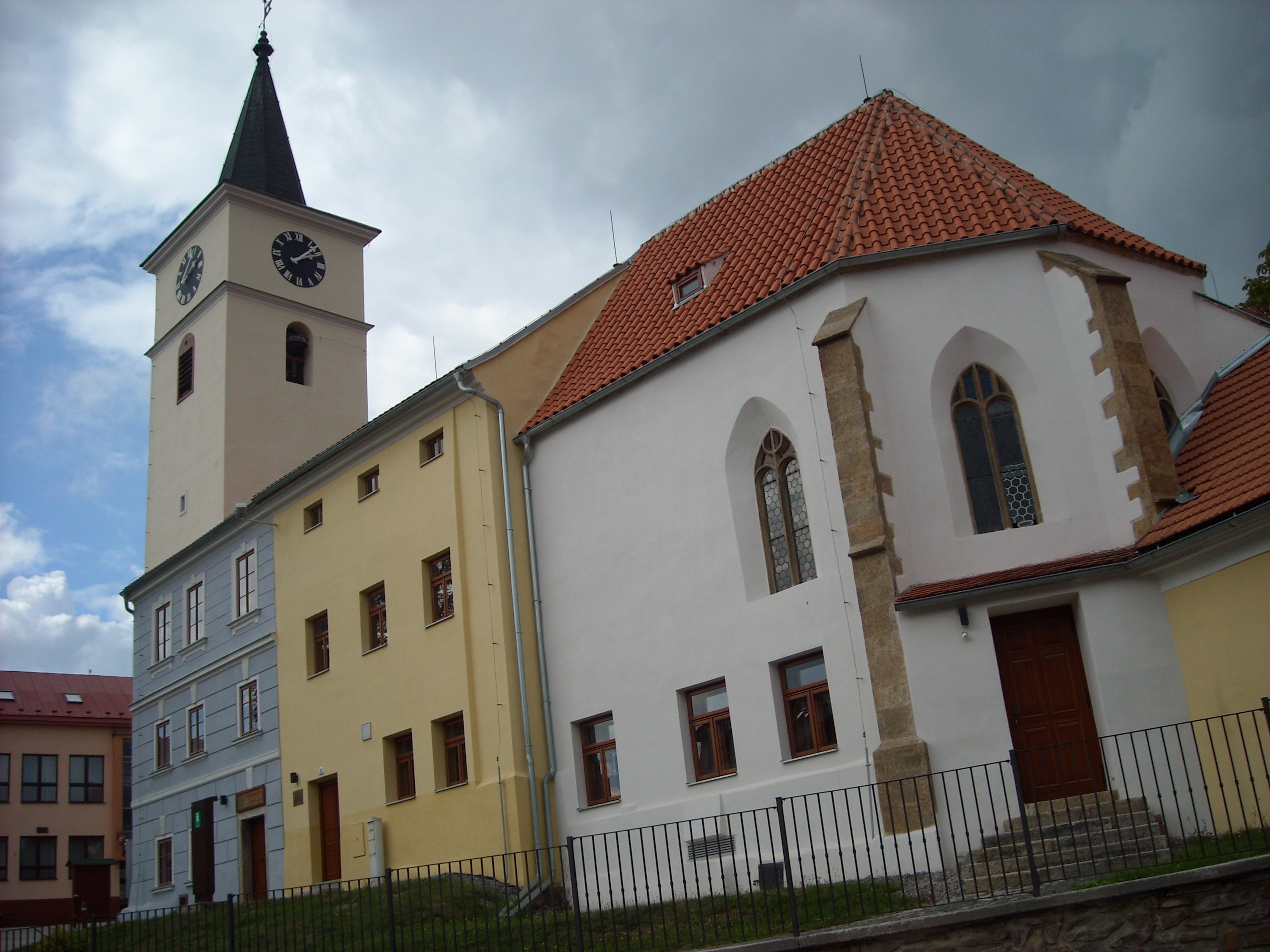
Bývalý kostel sv. Filipa a Jakuba
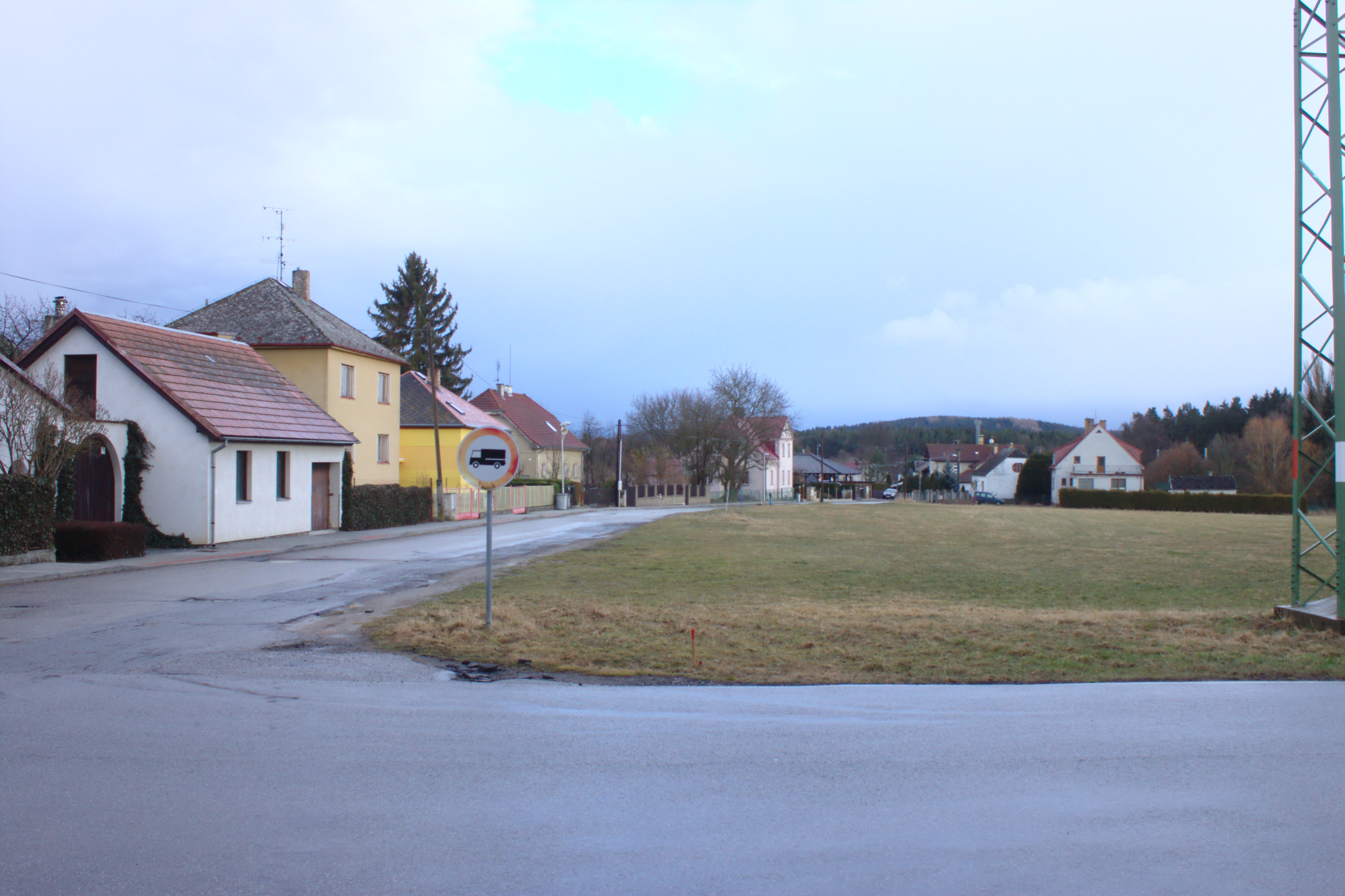
Nádraží – louka
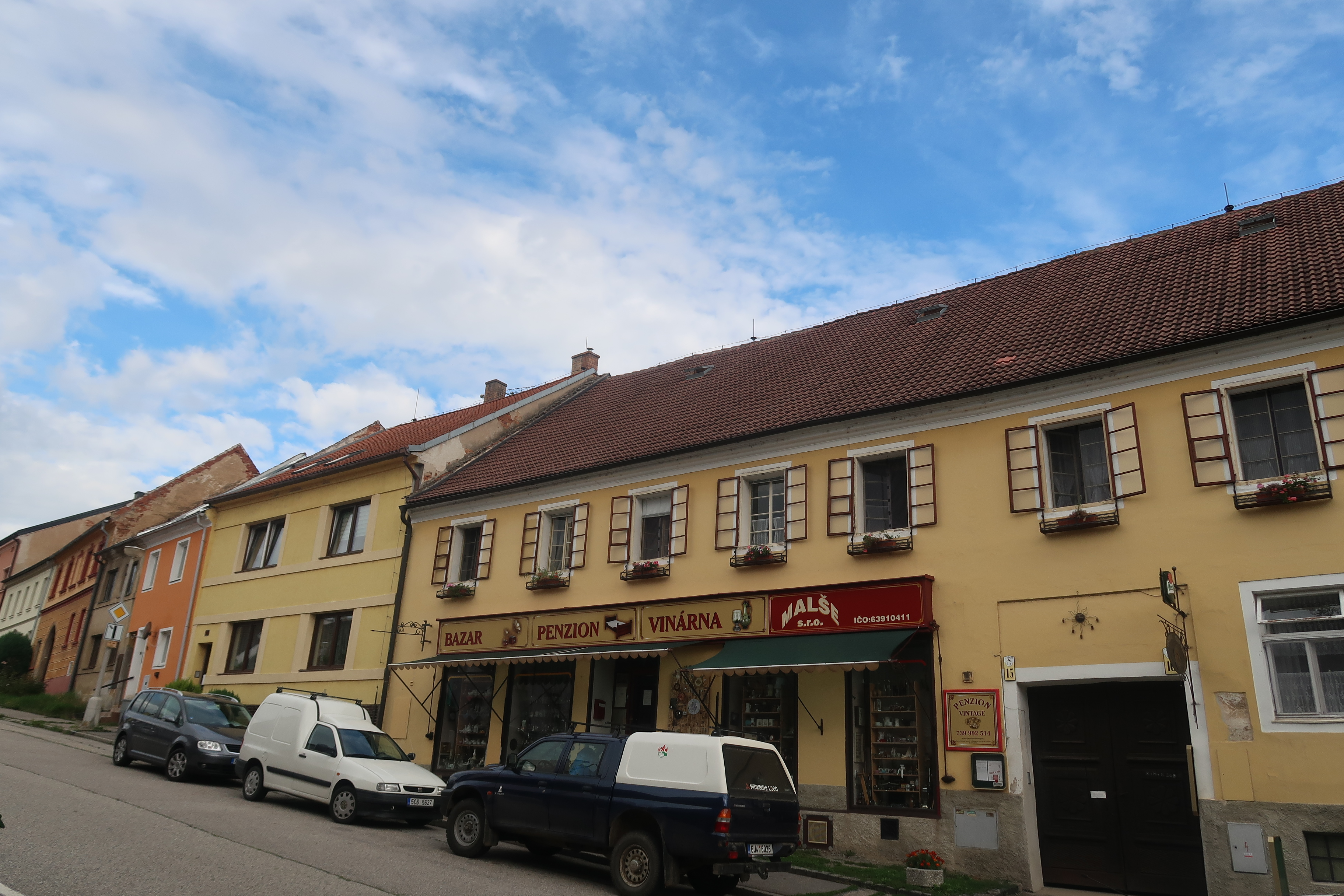
Dolní část Kamarýtova náměstí
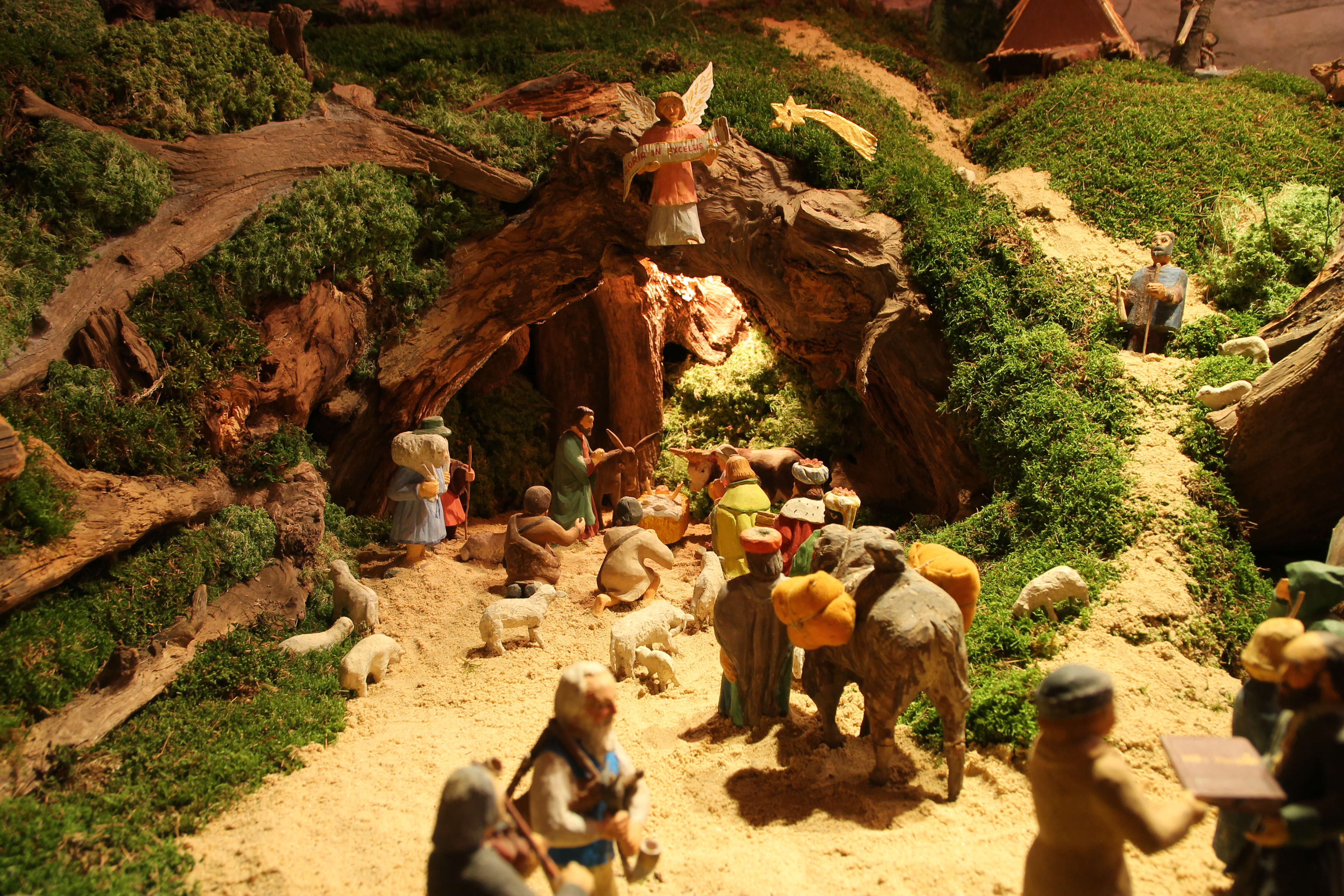
Rouhův betlém
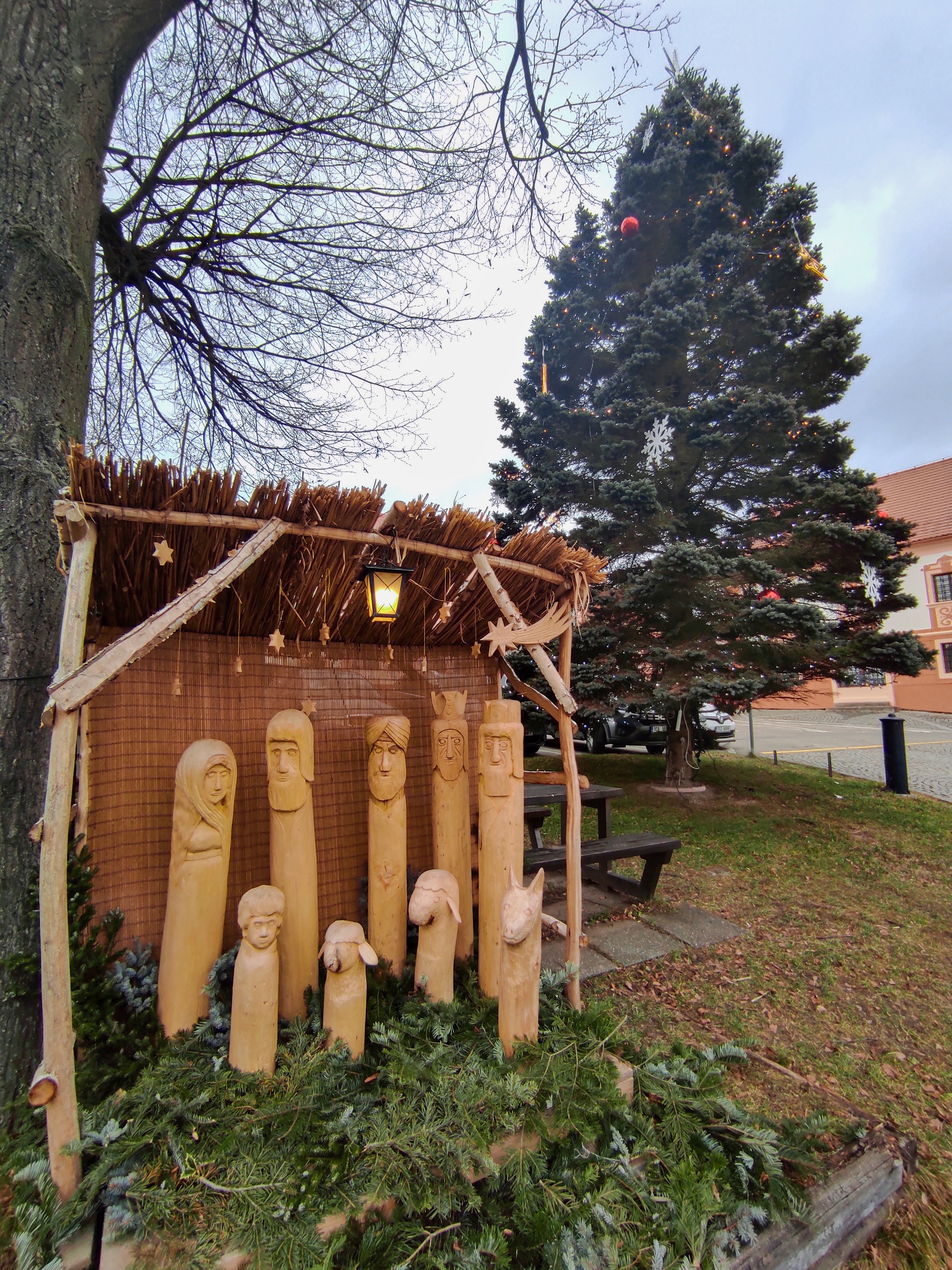
Vánoční strom a jesličky
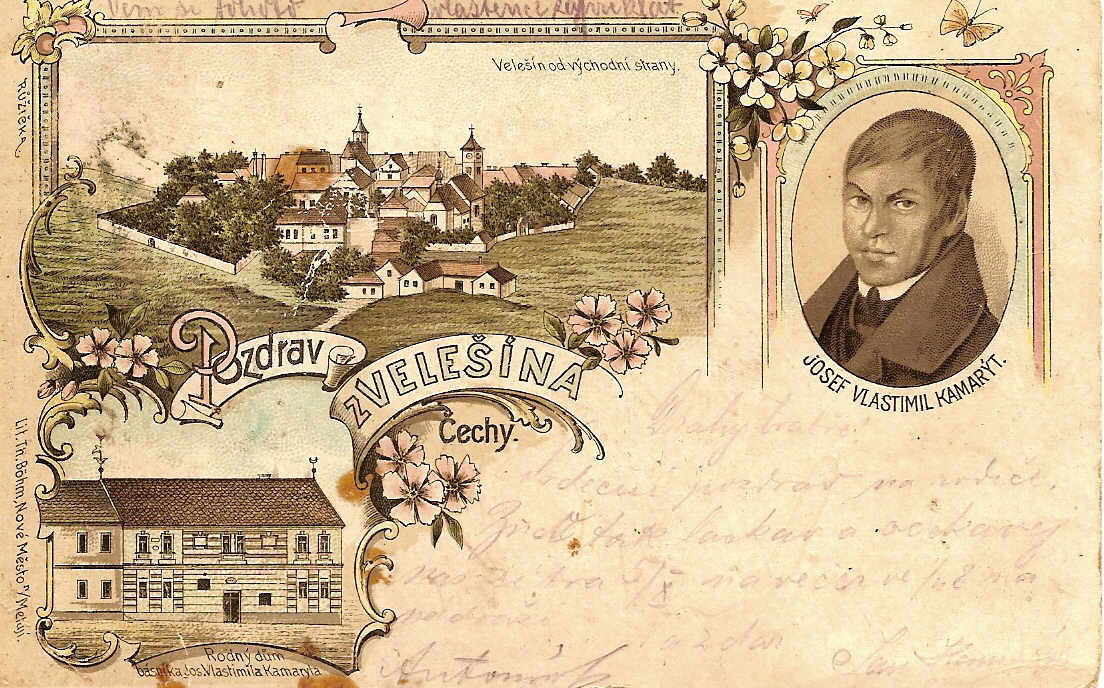
Velešín před 1. světovou válkou